# Assaré
Assaré es un municipio brasileño del estado del Ceará. Su población estimada en 2006 era de 21.822 habitantes. Es la tierra natal del poeta Patativa del Assaré y tierra de muchas tradiciones culturales.

## Política
La administración municipal se localiza en la sede: Assaré.

## Subdivisión
El municipio tiene distritos: Assaré(sede), Amaro, genezaré y Aratama.

## Geografía

### Clima
Tropical caliente semiárido con un promedio de lluvias media de 635,7 mm con lluvias concentradas de enero a la abril.

### Hidrografía y recursos hídricos
Los principales cursos de agua son: arroyos de los Bastiões, Sao Minguele y Quincore, Represa de Canoas.